# Ташко Кукев
Атанас (Ташко, Ташку) Стефанов Кукев (Куков) е български революционер, деец на Вътрешната македоно-одринска революционна организация, художник.

## Биография
Ташко Кукев е роден в 1881 година в българо-влашкото македонско градче Крушево, в Османската империя, днес в Северна Македония. Присъединява се към ВМОРО и става активист на организацията в Крушево. Участва в голямото сражение при Ракитница през май 1902 година с милицията, дошла на помощ на обсадената чета на Вельо Марков. През лятото на 1903 година взема участие в Илинденско-Преображенското въстание в Крушево с I отряд, под командването на Андрей Димов Докурчев. Кукев получава група от 15 четници, с които превзема участъка и запалва къщата на бирника, след което с останалите от отряда превзема и запалва казармите.
При потушаването на въстанието е арестуван от властите и осъден на 3 години затвор, които излежава. След излизането си от затвора продължава да се занимава с революционна дейност. Успява да открие българско училище в гъркоманската махала в Крушево. Наклеветен и преследван от властите бяга в Свободна България, където продължава да подкрепя национално-освободителното движение и участва в обществения живот на емиграцията.
Участва в Балканската война и в Първата световна война, като служи в Единадесета пехотна македонска дивизия.
На 19 април 1943 година, като жител на София, подава молба за българска народна пенсия, която е одобрена и отпусната от Министерския съвет на Царство България.